# Родин, Дмитрий Михайлович
Дмитрий Родин (Суур)  (эст. Dimitri Suur; 25 февраля 1975, Таллин, Эстонская ССР, СССР) — советский, российский и эстонский хоккеист, защитник российского происхождения. Долгое время являлся капитаном сборной Эстонии по хоккею. Играл в первенствах Эстонии, России, Белоруссии, Словакии, Чехии, Дании, Румынии, Польши, а также в различных заокеанских дивизионах. Более известен под фамилией Суур. C 2014 года занимает пост Генерального менеджера сборной Эстонии по хоккею.